# 張圻隆
張圻隆，字禹服。河南西華縣人，清朝政治人物。

## 生平
順治十八年（1661年）辛丑科進士。康熙十年（1671年）任湖廣蒲圻縣（今屬湖北省赤壁市）知縣。